# دارکوب‌های زرین
دارکوب‌های زرین (نام علمی: Chrysophlegma) یک سرده از پرندگان خانوادۀ دارکوبان است. این گونه‌ها که در جنوب آسیا و جنوب شرق آسیا یافت می‌شوند، در گذشته به سردهٔ دارکوب‌های سبز اختصاص داده شده بودند.
نام این سرده، ترکیبی از واژهٔ یونانی Khrusos به معنی زرین و phlegma به معنی شعله یا آتش است. این سرده ۳ گونه دارد که یک گونه از آن‌ها دارکوب پس‌سرزرد (Yellownape) است.